# Miko (cantante)
Miko, Don Miko o Miko Mission, pseudonimo di Pier Michele Bozzetti (Alessandria, 22 giugno 1945), è un cantautore italiano.

## Biografia

Copertina del primo 45 giri di Don Miko, pubblicato dalla Ariston (1964)

Inizia a cantare molto giovane, ed a soli sette anni si esibisce come cantante in una commedia rappresentata ad Alessandria, Gelindo.
A quattordici anni forma il suo primo complesso, "I Passi per la Musica", che, in seguito, cambiano il nome in "Oscars" (con Paolo  Mensi  poi Lallo Schiavone alla batteria, Piero Nano al basso, Fabrizio Gota poi Danilo Macchioni alle tastiere, poi sostituito da Vincenzo Pandolfi, Gianni Bongiovanni alle chitarre e Bruno Balossini poi Osvaldo Pizzoli al sax e al flauto). Con il gruppo partecipa ad alcuni concorsi canori tra cui Ribalta per Sanremo, che si svolge al Lido di Venezia. Miko vince, ottenendo così un contratto con la Ariston Records: nel 1964, adottato il nome d'arte Don Miko, debutta con il 45 giri Gente... che ragazza!, il cui retro, Non hai più niente per me, riscuote un buon successo in estate.
Partecipa al Festival di Sanremo 1965 presentando, in abbinamento con Timi Yuro, il brano E poi verrà l'autunno, che non viene ammesso alla serata finale ma ottiene un discreto successo ed in seguito viene interpretato da Mina. In seguito prende parte a vari programmi televisivi, come La fiera dei sogni.
L'anno successivo incide una versione in italiano di Michelle dei Beatles, con il testo scritto da Ricky Gianco.
Dopo altri 45 giri, cambia casa discografica passando alla Vedette. Tra i successi di questo periodo ricordiamo Le tue favole, canzone con il testo scritto da Luciano Beretta, e Cade il mondo, scritta con Valerio Negrini (paroliere dei Pooh, il quale per Don Miko firma anche il testo di Susanna T.) e presentata nel programma Settevoci, presentato da Pippo Baudo, in cui vinse alcune puntate.
Ha partecipato al Festival di Sanremo 1976 con Signora tu (scritta dal cantautore per il testo e da Graziano Pegoraro per la musica), che si classifica al sedicesimo posto ed entra per qualche settimana anche in hit parade, pur stazionando nelle posizioni basse.
Negli anni ottanta passa alla musica dance con il nome di Miko Mission e pubblica diversi 45 giri, raggiungendo l'apice della sua popolarità con i brani "How Old Are You?" e "The world is you".
Nel decennio successivo riprende il nome Don Miko, pubblicando nuovo materiale inedito e continuando a tenere concerti.

## Discografia parziale

### 45 giri incisi comeDon Miko
- 1963 - Ti lascerò/Un anno fa (Souvenir Record, N.P. 909/45)
- 1964 - Gente...che ragazza!/Non hai più niente per me (Ariston Records, Ar 017)
- 1965 - E poi verrà l'autunno/Non ti scusare (Ariston Records, Ar 032)
- 1965 - Abbasso te/Un giorno intero (Ariston Records, Ar 041)
- 1965 - O credi agli amici o credi a me/Giura/Torna da me (Ariston Records, Ar 083/084)
- 1966 - Michelle/Non verrà (Ariston Records, Ar 0125)
- 1968 - Le tue favole/I cavalli neri (Vedette, VVN 33153)
- 1969 - Quando l'amore se ne va/Cade il mondo (Vedette, VVN 33172)
- 1971 - Susanna T./Occhi tristi (Cobra Record, COB NP 019)

### 45 giri incisi comePier Bozzetti
- 1973 - Armony/Nello spazio di una sera (Philips, 6025 084)

### 45 giri incisi comeMiko
- 1976 - Signora tu/Jane (Real Music, REAN 14001)
- 1977 - Angelina/Sedici anni (ma tutti d'amore) (Real Music, REAN 14014)

### 45 giri incisi comeMiko & Michelle
- 1978 - ...ma che magnifica serata/Magico (Real Music RM 18001)

### Singoli incisi comeMiko Mission
- 1984 - How old are you?/How old are you? (instrumental) (Blow Up Disco, BU 0032)
- 1985 - The World Is You/The World Is You (instrumental) (Blow Up Disco, BU 0039)
- 1985 - Two For Love (Blow Up Disco , BU 0050)
- 1986 - Striptease/Striptease (instrumental) (Blow Up Disco, BU 0057)
- 1987 - Toc toc toc/Like a woman's heart (Blow Up Disco, BU 0064)
- 1988 - I believe/I believe (Club version)
- 1989 - One Step To Heaven
- 1989 - Rock Me Round The World
- 1993 - I Can Fly
- 1996 - Mr.Blue
- 1999 - How Old Are You RMX 2000
- 2008 - Thinking Of You/I've Been Thinking Of You
- 2010 - Let It Be Love
- 2011 - File Of Love Come Loopside (Vocal Miko Mission)
- 2014 - Universe Of Feeling

### CD
- 1994 - Remember (Giallo Records, FS 1005/2)
- 1999 - W te (Giallo Records, SAF 029)